# 儀典用端折長柄傘

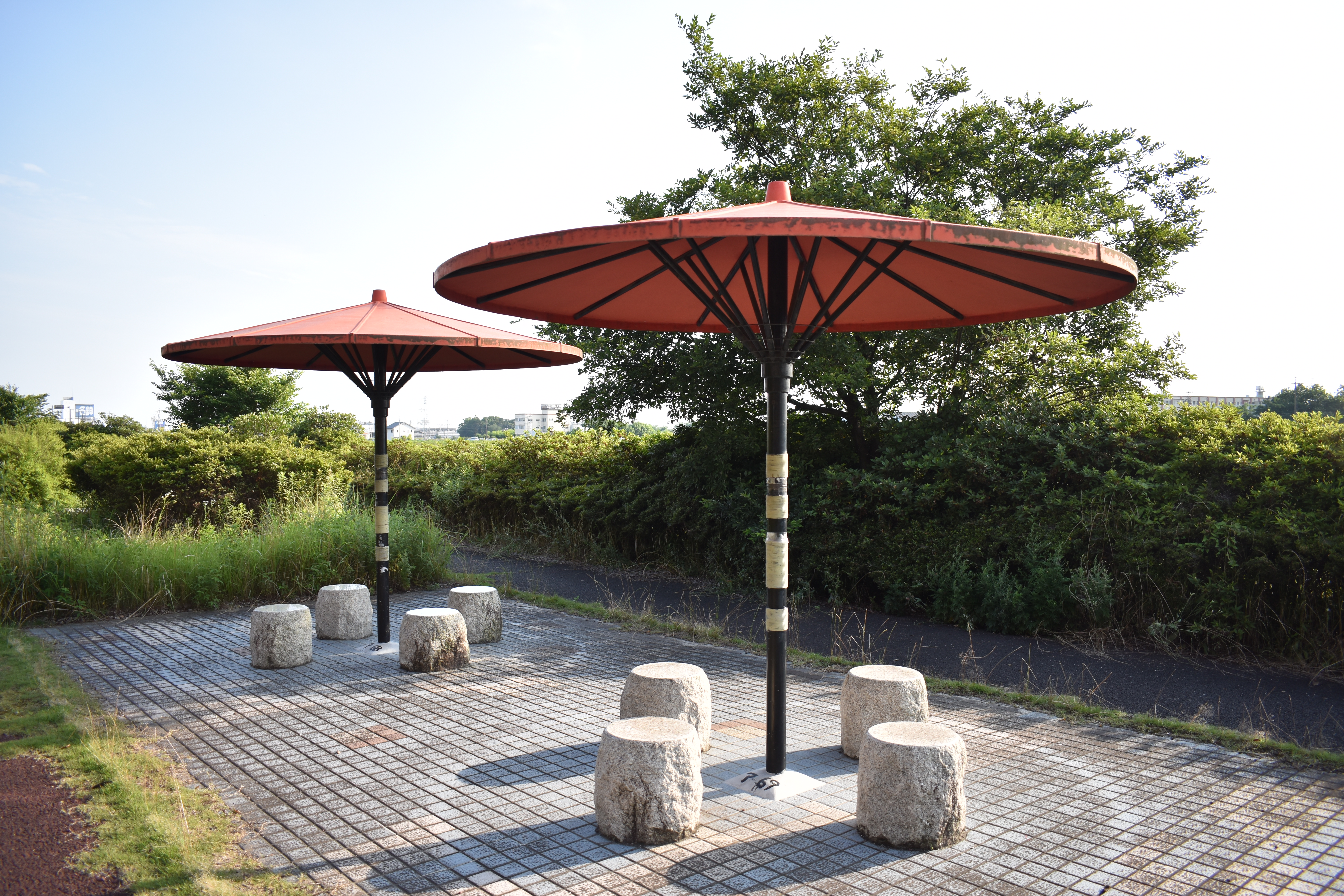
端折傘を模した休憩所

儀典用端折長柄傘（ぎてんようつまおりながえがさ）は、愛知県丹羽郡扶桑町で生産されている観賞用の傘。あいちの伝統的工芸品及び郷土伝統工芸品。扶桑町無形文化財。

## 概要
骨の端を内側に折り曲げた長柄の傘で、昔は公家や僧侶、馬上の貴人などが使っていた。豊臣秀吉が醍醐の花見に用いたという記録も残っている。近年では野点の茶会やガーデンパーティなどに使われ、外国にも輸出されている。民芸の大家・柳宗悦の尽力によって全国的に広まったとされる。

## 歴史
愛知県丹羽郡扶桑町山那地区の尾関家（尾関朱傘製作所）では、約400年、14代に渡り端折傘の製作が行われている。